# Jacques Martin (filosofo)
Jacques Henri Michel François Martin (Parigi, 18 maggio 1922 – Parigi, agosto 1964) è stato un filosofo e traduttore francese.

## Biografia
Jacques Martin è nato da Felix Henri e Marguerite Martin il 18 maggio del 1922 nel XIV arrondissement, rue Froidevaux, vicino al Cimetière Montparnasse.

### La casa dei Martin nel XIVème a due passi dal Quartier Latin e rue d'Ulm
A causa della malattia tubercolotica di sua madre, visse dall'età di cinque anni con la sorella minore con i nonni materni a Nevers, dove ha anche frequentato il liceo. Le sue brillanti prove gli permisero di tornare a Parigi nel 1936 dove fu accettato al liceo Henri IV. Dal 1941 ha studiato letteratura- contro la volontà del padre, che avrebbe preferito vederlo come uno studente di medicina – e filosofia presso l'École Normale Supérieure, dove si è guadagnato un alto riconoscimento da parte dei suoi insegnanti, tra i quali Gaston Bachelard e Jean Hyppolite per il quale tradurrà Hegel dal tedesco, e da parte degli altri studenti, tra i quali Louis Althusser, di quattro anni più vecchio di lui, e Michel Foucault di quattro più giovane.
Nel giugno del 1943, Martin è stato assunto come tutti gli uomini attivi non lavoratori di età compresa tra 20 e 22 anni nella Francia occupata per lavorare in Germania e lo ha fatto fino al 12 aprile del 1945 a Francoforte, anche se come studente della Ecole Normale avrebbe avuto un trattamento agevolato. Nel periodo della sua permanenza in Germania e del suo ritorno in Francia avvenne una brusca svolta del pensiero verso Hegel e Marx. Tuttavia, Martin non diventò mai un membro del Parti Communiste Français. Nel 1947 ha scritto un (più tardi cancellato) mémoire sul concetto di individualità in Hegel, ma l'anno successivo presentò chiari sintomi di schizofrenia, che resero impossibile per lui sempre di più organizzarsi la vita. Martin visse del sostegno dei suoi amici e dal 1951 in poi dell'eredità di sua madre.
La sua amicizia con Althusser era così radicata che entrambi erano soliti adattare le storie dei loro ricordi d'infanzia a quelle dell'altro. Entrambi infatti erano cresciuti coi rispettivi nonni, assenti agli occhi delle loro madri, con bruttissimi rapporti coi loro padri.